# حيوانات طائرة ومنزلقة
حيوانات طائرة ومنزلقة (بالإنجليزية: Flying and gliding animals)، هناك عدد من الحيوانات قادرة على الحركة الجوية، إما عن طريق الطيران أو الطيران الشراعي. ظهرت هذه السمة عن طريق التطور عدة مرات، دون وجود سلف واحد مشترك. لقد تطور الطيران أربع مرات على الأقل في حيوانات منفصلة: الحشرات، والتيروصورات، والطيور، والخفافيش. لقد تطور الطيران الشراعي في العديد من المناسبات. عادة ما يكون التطوير لمساعدة حيوانات المظلة في الانتقال من شجرة إلى أخرى، على الرغم من وجود احتمالات أخرى. لقد تطور الطيران الشراعي، على وجه الخصوص، بين حيوانات الغابات المطيرة، وخاصة في الغابات المطيرة في آسيا (وخاصة بورنيو) حيث الأشجار طويلة ومتباعدة على نطاق واسع. العديد من أنواع الحيوانات المائية، وعدد قليل من البرمائيات والزواحف قد طورت أيضًا هذه القدرة على الطيران الشراعي، عادةً كوسيلة للتهرب من الحيوانات المفترسة.

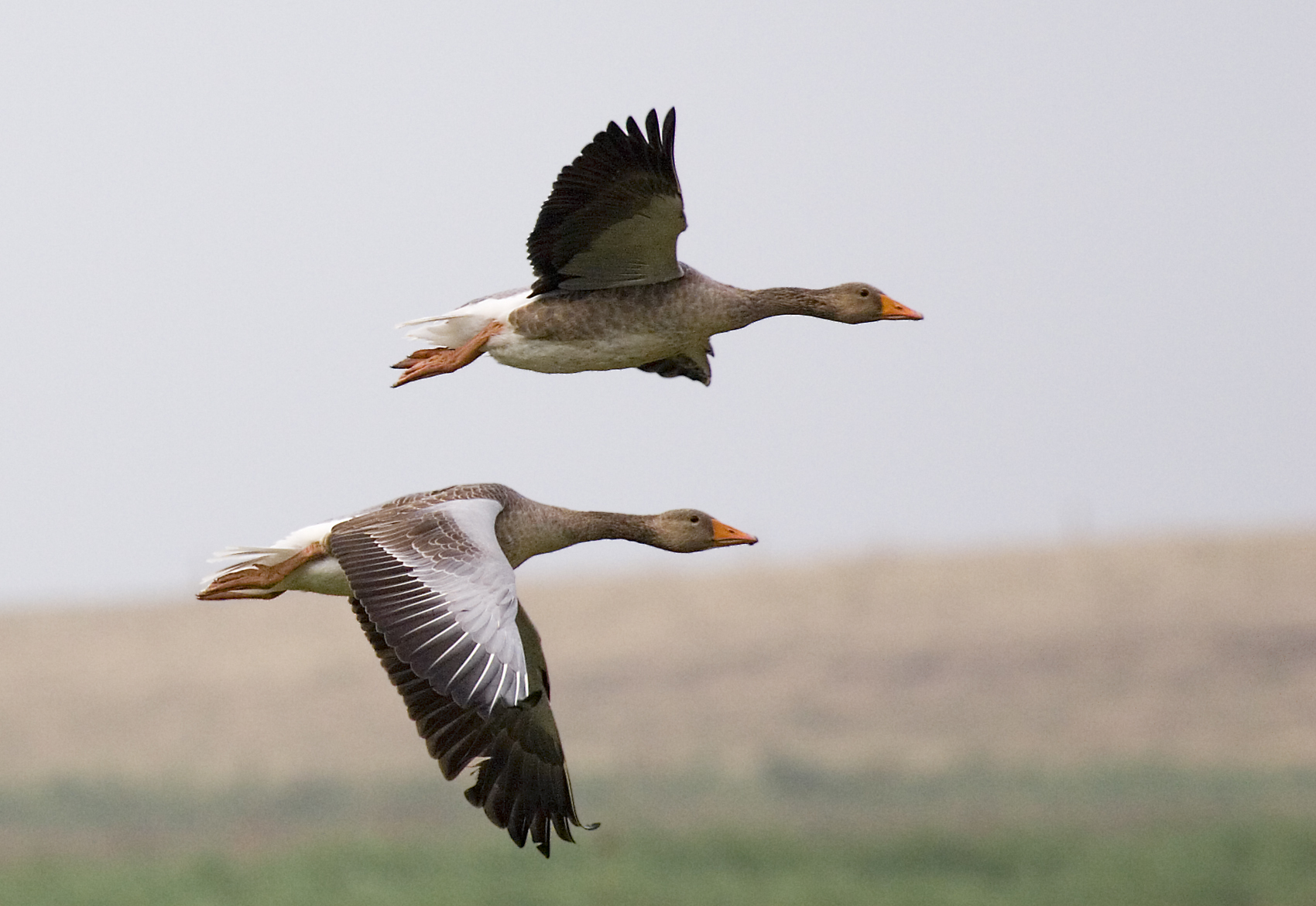
الأوز جرايلاج(إوزة ربداء). الطيور هي واحدة من أربع مجموعات تصنيفية طورت طيرانًا آليًا.

حيث أن الطيران هو حركة الأجسام عن طريق قوة الدفع الهوائية والتي تولد قوة كافية لرفع الجسم عن طريق قوة الطفو. لدى الحيوانات تكون وسيلة الطيران عادة هي الأجنحة. يتميز كل حيوان طائر بخصائص معينة تساعده على الطيران مثل عظام الجوفاء أو أزواج الأجنحة المتعددة أو الرئات الخاصة، تساهم كل خاصية من هذه الخصائص في دعم الحيوان في بيئة الطيران الخاصة به.

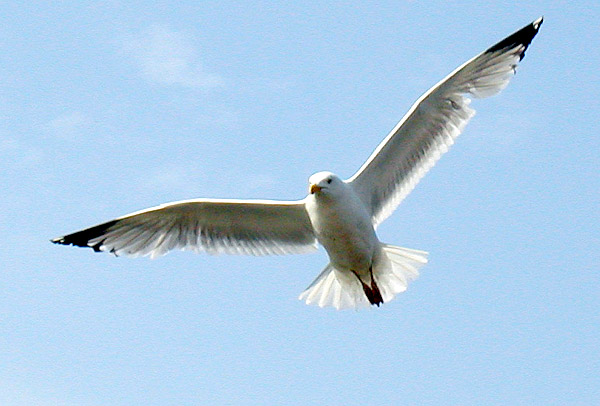
نورس يحلق طائرا

من الحيوانات الطائرة هناك 3 أنواع:
- الجناحيات (الحشرات المجنحة).
- الطيور.
- الثديات الطائرة (الخفافيش).
- الثديات الشبه طائرة.

## أنواع
يمكن تقسيم الحركة الجوية للحيوانات إلى فئتين: تعمل بالطاقة وغير مزودة بمحركات. في أنماط الحركة غير المدعومة، يستخدم الحيوان القوى الديناميكية الهوائية التي تمارس على الجسم بسبب الرياح أو السقوط في الهواء. في الرحلة الآلية، يستخدم الحيوان القوة العضلية لتوليد قوى هوائية للتسلق أو للحفاظ على طيران ثابت ومستوى. أولئك الذين يمكنهم العثور على هواء يرتفع بشكل أسرع مما ينخفض، يمكن أن يرتفعوا عن طريق الارتفاع.

### بدون قوة
تتطلب أنماط الحركة هذه عادةً أن يبدأ الحيوان من موقع مرتفع، وتحويل تلك الطاقة الكامنة إلى طاقة حركية واستخدام القوى الديناميكية الهوائية للتحكم في المسار وزاوية الهبوط. تُفقد الطاقة باستمرار للسحب دون استبدالها، وبالتالي فإن طرق الحركة هذه لها نطاق ومدة محدودة.
- السقوط: تقليل الارتفاع تحت تأثير قوة الجاذبية، وعدم استخدام أي تعديلات لزيادة السحب أو توفير الرفع.
- القفز بالمظلات: السقوط بزاوية أكبر من 45 درجة من الأفقي مع تكيفات لزيادة قوى السحب. قد تحمل الريح الحيوانات الصغيرة جدًا. قد تستخدم بعض الحيوانات المنزلقة أغشية الانزلاق الخاصة بها للسحب بدلاً من الرفع للنزول بأمان.
- الطيران المنزلق: السقوط بزاوية أقل من 45 درجة من الأفقي مع الرفع من الأغشية الهوائية المكيَّفة. هذا يسمح بالحركة الأفقية الموجهة ببطء، مع التبسيط لتقليل قوى السحب من أجل كفاءة الهواء وغالبًا مع بعض القدرة على المناورة في الهواء. تتمتع الحيوانات الشراعية بنسبة عرض إلى ارتفاع أقل (طول الجناح / عرض) من الطيارين الحقيقيين.

### رحلة بالطاقة
لقد تطور الطيران الآلي أربع مرات على الأقل: أولاً في الحشرات، ثم في التيروصورات، ثم في الطيور، وأخيرًا في الخفافيش. تشير الدراسات التي أجريت على الديناصورات ذوات الأرجل إلى عمليات استحواذ مستقلة متعددة (3) للطيران بالطاقة،  وتقترح دراسة حديثة عمليات الاستحواذ المستقلة وسط مجموعات الخفافيش المختلفة أيضًا. يستخدم الطيران المدعوم العضلات لتوليد قوة هوائية، مما يسمح للحيوان بإنتاج قوة الرفع والدفع. يمكن للحيوان أن يصعد دون مساعدة من ارتفاع الهواء.

### تعمل بالطاقة خارجيًا
لا يتم تشغيل البالونات والارتفاع عن طريق العضلات، ولكن بالأحرى من مصادر الطاقة الديناميكية الهوائية الخارجية: الرياح والحرارة المتصاعدة، على التوالي. كلاهما يمكن أن يستمر ما دام مصدر القوة الخارجية موجودًا. عادة ما يُرى الارتفاع فقط في الأنواع القادرة على الطيران، لأنها تتطلب أجنحة كبيرة للغاية.
- البالونات: يتم حملها في الهواء من التأثير الديناميكي الهوائي على خيوط الحرير الطويلة في مهب الريح. تفرز بعض المفصليات المنتجة للحرير، ومعظمها عناكب صغيرة أو صغيرة، حرير جوسامر خفيف الوزن خاصًا للانتفاخ، وأحيانًا يسافر لمسافات كبيرة على ارتفاعات عالية.
- التحليق: الانزلاق في الهواء الصاعد أو المتحرك بطريقة أخرى والذي يتطلب تكيفات فسيولوجية ومورفولوجية معينة يمكن أن تحافظ على الحيوان عالياً دون أن يرفرف بجناحيه. يرجع ارتفاع الهواء إلى درجات الحرارة أو رفع التلال أو سمات الأرصاد الجوية الأخرى. في ظل الظروف المناسبة، يؤدي الارتفاع إلى زيادة الارتفاع دون إنفاق الطاقة. هناك حاجة إلى أجنحة كبيرة للارتفاع الفعال.

العديد من الأنواع سوف تستخدم العديد من هذه الأنماط في أوقات مختلفة؛ سيستخدم الصقر الطيران الكهربائي ليصعد، ثم يحلق على درجات الحرارة، ثم ينزل عبر السقوط الحر للقبض على فريسته.

## التطور والبيئة

### التزحلق والقفز بالمظلات
بينما يحدث الانزلاق بشكل مستقل عن الطيران بالطاقة،  فإنه يتمتع ببعض المزايا البيئية الخاصة به لأنه أبسط شكل من أشكال الطيران. التزحلق هو وسيلة موفرة للطاقة للغاية للتنقل من شجرة إلى أخرى. على الرغم من أن التنقل عبر المظلة التي تعمل على طول الفروع قد يكون أقل طلبًا من حيث الطاقة، إلا أن الانتقال الأسرع بين الأشجار يسمح بمعدلات بحث أكبر في رقعة معينة. يمكن أن تعتمد نسب الانحدار على الحجم والسلوك الحالي. يتم دعم معدلات العلف المرتفعة من خلال معدلات الانزلاق المنخفضة حيث تتطلب بقع العلف الأصغر وقتًا أقل للانزلاق على مسافات أقصر ويمكن الحصول على كميات أكبر من الطعام في فترة زمنية أقصر. النسب المنخفضة ليست فعالة في استخدام الطاقة مثل النسب الأعلى،  ولكن هناك حجة مفادها أن العديد من الحيوانات الشراعية تأكل أطعمة منخفضة الطاقة مثل الأوراق وتقتصر على الانزلاق بسبب هذا، في حين أن الحيوانات الطائرة تأكل المزيد من الأطعمة عالية الطاقة مثل الفواكه والرحيق والحشرات. تميل الثدييات إلى الاعتماد على نسب انحدار منخفضة لزيادة مقدار الوقت الذي يستغرقه البحث عن طعام أقل طاقة. من الصعب الحصول على انزلاق التوازن، وتحقيق سرعة جوية ثابتة وزاوية انزلاق، مع زيادة حجم الحيوان. تحتاج الحيوانات الأكبر حجمًا إلى الانزلاق من ارتفاعات أعلى بكثير ومسافات أطول لجعلها مفيدة بقوة  . يعتبر الطيران الشراعي أيضًا مناسبًا جدًا لتجنب الحيوانات المفترسة، مما يسمح للهبوط المستهدف الخاضع للرقابة إلى مناطق أكثر أمانًا  . على عكس الطيران، تطور الطيران الشراعي بشكل مستقل عدة مرات (أكثر من اثنتي عشرة مرة بين الفقاريات الموجودة)؛ لكن هذه المجموعات لم تشع تقريبًا بقدر مجموعات الحيوانات الطائرة.
في جميع أنحاء العالم، يتفاوت توزيع الحيوانات الشراعية حيث يعيش معظمها في الغابات المطيرة في جنوب شرق آسيا. (على الرغم من أن موائل الغابات المطيرة تبدو مناسبة، إلا أنه تم العثور على عدد قليل من الطائرات الشراعية في الهند أو غينيا الجديدة ولا يوجد أي منها في مدغشقر. بالإضافة إلى ذلك، تم العثور على مجموعة متنوعة من الفقاريات المنزلقة في إفريقيا، وتعيش عائلة من hylids (الضفادع الطائرة) في أمريكا الجنوبية والعديد من أنواع السناجب المنزلقة توجد في غابات شمال آسيا وأمريكا الشمالية. هناك عوامل مختلفة تنتج هذه الفوارق. في غابات جنوب شرق آسيا، تكون أشجار المظلة السائدة (عادةً مجنحية الثمر) أطول من أشجار المظلة في الغابات الأخرى. تؤثر بنية الغابة والمسافة بين الأشجار في تطور الانزلاق داخل الأنواع المختلفة. توفر البداية الأعلى ميزة تنافسية تتمثل في المزيد من الانزلاق والسفر لمسافات أبعد. قد تقوم الحيوانات المفترسة المتسلقة بالبحث عن الفريسة بكفاءة أكبر. قد يكون انخفاض عدد فريسة الحشرات والفقاريات الصغيرة للحيوانات آكلة اللحوم (مثل السحالي) في الغابات الآسيوية أحد العوامل. في أستراليا، تمتلك العديد من الثدييات (وجميع الطائرات الشراعية للثدييات)، إلى حد ما، ذيولًا قابلة للإمساك بشد. على الصعيد العالمي، تميل الأنواع الشراعية الأصغر إلى أن يكون لها ذيول شبيهة بالريش وأنواع أكبر لها ذيل كثيف مستدير ومغطى بالفراء،  ولكن تميل الحيوانات الصغيرة إلى الاعتماد على القفز بالمظلات بدلاً من تطوير أغشية الانزلاق. الأغشية الانزلاقية، باتاجيوم، مصنفة في 4 مجموعات من بروباتاجيوم، ديجيباتاجيوم، بلاجيوباتاجيوم ويوروباتاجيوم. تتكون هذه الأغشية من طبقتين محكمتين من الجلد تربط عضلاتي والنسيج الضام بين الأطراف الأمامية والخلفية.

### تطور الرحلة بالطاقة
1. التيروصورات (بتيروصوريا)
2. الخفافيش (تشيروبترا)
3. طائر (أفيس)

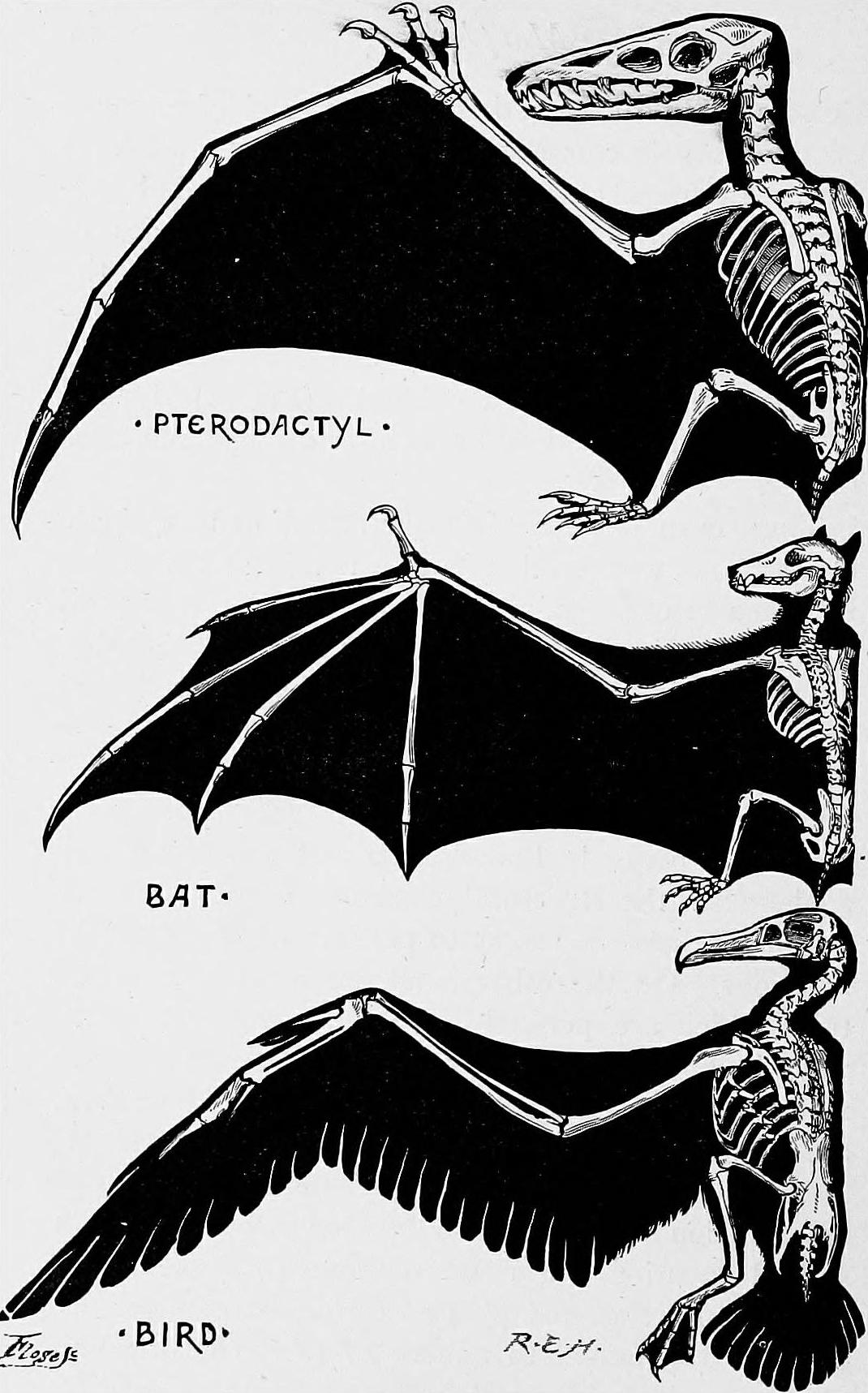
تكيفات طيران مماثلة في الفقاريات :

لقد تطور الطيران الآلي بشكل لا لبس فيه أربع مرات فقط - الطيور، والخفافيش، والتيروصورات، والحشرات (على الرغم من انظر أعلاه للحصول على عمليات استحواذ مستقلة محتملة داخل مجموعات الطيور والخفافيش). على النقيض من الطيران الشراعي، الذي تطور بشكل متكرر ولكنه عادة ما يؤدي إلى ظهور عدد قليل فقط من الأنواع، فإن المجموعات الثلاث الموجودة من الطيارين المحترفين لديها عدد كبير من الأنواع، مما يشير إلى أن الرحلة إستراتيجية ناجحة للغاية بمجرد تطورها. تمتلك الخفافيش، بعد القوارض، معظم الأنواع من أي رتبة للثدييات، حوالي 20٪ من جميع أنواع الثدييات. الطيور لديها أكثر الأنواع من أي فئة من الفقاريات الأرضية. أخيرًا، الحشرات (التي يطير معظمها في مرحلة ما من دورة حياتها) بها أنواع أكثر من جميع مجموعات الحيوانات الأخرى مجتمعة.
يعد تطور الطيران أحد أكثر التطورات لفتًا للنظر وتطلبًا في تطور الحيوانات، وقد اجتذب انتباه العديد من العلماء البارزين وولد العديد من النظريات. بالإضافة إلى ذلك، نظرًا لأن الحيوانات الطائرة تميل إلى أن تكون صغيرة وذات كتلة منخفضة (وكلاهما يزيد من نسبة مساحة السطح إلى الكتلة)، فإنها تميل إلى التحجر بشكل غير متكرر وضعيف مقارنة بالأنواع الأرضية الأكبر والأثقل العظام التي تشترك في الموائل مع. تميل أحافير الحيوانات الطائرة إلى أن تكون محصورة في رواسب أحفورية استثنائية تشكلت في ظل ظروف محددة للغاية، مما أدى إلى سجل أحافير سيئ بشكل عام، ونقص خاص في الأشكال الانتقالية. علاوة على ذلك، نظرًا لأن الحفريات لا تحافظ على السلوك أو العضلات، فقد يكون من الصعب التمييز بين نشرة ضعيفة وطائرة شراعية جيدة.
كانت الحشرات هي أول من تطور طيران منذ ما يقرب من 350 مليون سنة. لا يزال الأصل التطوري لجناح الحشرة محل نزاع، كما هو الحال مع الغرض قبل الرحلة الحقيقية. أحد الاقتراحات هو أن الأجنحة تطورت في البداية من هياكل الخياشيم القصبة الهوائية واستخدمت لالتقاط الرياح للحشرات الصغيرة التي تعيش على سطح الماء، بينما تطورت الأجنحة من فصوص بارانوتال أو هياكل الساق وتقدمت تدريجيًا من القفز بالمظلة إلى الانزلاق. للهروب من الحشرات الشجرية في الأصل.
كانت التيروصورات هي ثاني رحلة تطور منذ ما يقرب من 228 مليون سنة. كانت هذه الزواحف من أقرب الأقارب للديناصورات، ووصلت إلى أحجام هائلة، وكانت بعض الأشكال الأخيرة من أكبر الحيوانات الطائرة التي تعيش على الأرض على الإطلاق، حيث يبلغ طول أجنحة ها أكثر من 9.1. م (30 قدم). ومع ذلك، فقد امتدوا إلى مجموعة كبيرة من الأحجام، وصولاً إلى 250 ملم (10 في) جناحيها في نيمكولوبتيرس .
تمتلك الطيور سجلًا أحفوريًا واسعًا، إلى جانب العديد من الأشكال التي توثق تطورها من الديناصورات ذوات الأقدام الصغيرة والأشكال العديدة الشبيهة بالطيور ذوات الأقدام التي لم تنجو من الانقراض الجماعي في نهاية العصر الطباشيري. في الواقع، يمكن القول إن الأركيوبتركس هو الأحفورة الانتقالية الأكثر شهرة في العالم، وذلك بسبب مزيجها من تشريح الزواحف والطيور والحظ الذي تم اكتشافه بعد عامين فقط من نشر داروين كتابه حول أصل الأنواع . ومع ذلك، فإن البيئة الخاصة بهذا الانتقال أكثر إثارة للجدل إلى حد كبير، حيث يدعم العديد من العلماء إما أصل «الأشجار المتساقطة» (الذي تطور فيه سلف شجري، ثم الطيران) أو أصلًا «أرضيًا» (حيث تكون الأرض سريعة الحركة). استخدم سلف الأجنحة لزيادة السرعة وللمساعدة في اصطياد الفريسة).
الخفافيش هي الأحدث التي تطورت (منذ حوالي 60 مليون سنة)، على الأرجح من سلف مرفرف،  الرغم من أن سجلها الأحفوري السيئ قد أعاق دراسة أكثر تفصيلاً.
من المعروف أن عددًا قليلاً فقط من الحيوانات تخصص في التحليق: أكبر التيروصورات المنقرضة، وبعض الطيور الكبيرة. تعتبر الرحلة الآلية باهظة الثمن للغاية بالنسبة للحيوانات الكبيرة، ولكن لزيادة حجمها يعد ميزة، لأنها تتيح لها تحميلًا منخفضًا للجناح، وهي مساحة جناح كبيرة بالنسبة لوزنها، مما يزيد من الرفع. الارتفاع فعال للغاية من حيث الطاقة.

## الميكانيكا الحيوية

### التزحلق والقفز بالمظلات
أثناء السقوط الحر مع عدم وجود قوى هوائية، يتسارع الجسم بسبب الجاذبية، مما يؤدي إلى زيادة السرعة مع نزول الجسم. أثناء القفز بالمظلة، تستخدم الحيوانات القوى الديناميكية الهوائية على أجسامها لمواجهة القوة أو الجاذبية. يتعرض أي جسم يتحرك في الهواء لقوة سحب تتناسب مع مساحة السطح ومع مربع السرعة، وستواجه هذه القوة جزئيًا قوة الجاذبية، مما يؤدي إلى إبطاء نزول الحيوان إلى سرعة أكثر أمانًا. إذا كان هذا السحب موجهًا بزاوية إلى الوضع الرأسي، فسيصبح مسار الحيوان تدريجيًا أكثر أفقيًا، وسيغطي المسافة الأفقية والعمودية على حدٍ سواء. يمكن أن تسمح عمليات الضبط الأصغر بالانعطاف أو أي مناورات أخرى. يمكن أن يسمح هذا لحيوان القفز بالمظلات بالانتقال من موقع مرتفع على شجرة إلى موقع أقل على شجرة أخرى قريبة. على وجه التحديد في الثدييات المنزلقة، هناك 3 أنواع من مسارات الانزلاق على التوالي، وهي انزلاق ملتوي ومستقيم حيث تكتسب الأنواع إما ارتفاعًا بعد الإطلاق ثم تنزل، وتنقص الارتفاع بسرعة قبل الانزلاق، وتحافظ على هبوط بزاوية ثابتة.
أثناء الانزلاق، يلعب الرفع دورًا متزايدًا. مثل السحب، يتناسب الرفع مع مربع السرعة. عادةً ما تقفز الحيوانات المنزلقة أو تسقط من مواقع عالية مثل الأشجار، تمامًا كما هو الحال في القفز بالمظلات، ومع زيادة تسارع الجاذبية من سرعتها، تزداد قوى الديناميكا الهوائية أيضًا. نظرًا لأنه يمكن للحيوان استخدام الرفع والسحب لتوليد قوة ديناميكية هوائية أكبر، فيمكنه الانزلاق بزاوية ضحلة من الحيوانات التي تقفز بالمظلات، مما يسمح له بتغطية مسافة أفقية أكبر في نفس فقدان الارتفاع والوصول إلى الأشجار بعيدًا. يتم تحقيق الرحلات الناجحة للحيوانات الشراعية من خلال 5 خطوات: التحضير، والإطلاق، والانزلاق، والفرملة، والهبوط. تكون الأنواع المنحدرة أكثر قدرة على التحكم في نفسها في الهواء، حيث يعمل الذيل كدفة، مما يجعلها قادرة على سحب الحركات المصرفية أو الالتفافات أثناء الطيران. أثناء الهبوط، ستمتد الثدييات الشجرية أطرافها الأمامية والخلفية أمام نفسها للاستعداد للهبوط وحبس الهواء من أجل زيادة مقاومة الهواء وتقليل سرعة التأثير.

### رحلة بالطاقة
على عكس معظم المركبات الجوية، حيث تكون الأجسام التي تولد الرفع (الأجنحة) والدفع (المحرك أو المروحة) منفصلة وتظل الأجنحة ثابتة، تستخدم الحيوانات الطائرة أجنحتها لتوليد كل من الرفع والدفع عن طريق تحريكها بالنسبة إلى الجسم. وقد جعل هذا هروب الكائنات أكثر صعوبة في الفهم من المركبات، لأنه ينطوي على سرعات وزوايا واتجاهات ومساحات متفاوتة وأنماط تدفق فوق الأجنحة.
يحرك الطائر أو الخفاش الذي يطير في الهواء بسرعة ثابتة جناحيه لأعلى ولأسفل (عادة مع بعض الحركات الأمامية للخلف أيضًا). نظرًا لأن الحيوان يتحرك، فهناك بعض تدفق الهواء بالنسبة لجسمه والذي، جنبًا إلى جنب مع سرعة جناحيه، يولد تدفقًا أسرع للهواء يتحرك فوق الجناح. سيولد هذا متجهًا لقوة الرفع موجهًا للأمام وللأعلى، ومتجه قوة السحب يشير للخلف وللأعلى. تعمل المكونات الصاعدة لهذه الجاذبية على مقاومة الجاذبية، مما يحافظ على الجسم في الهواء، بينما يوفر المكون الأمامي قوة دفع لمواجهة كل من السحب من الجناح والجسم ككل. من المحتمل أن تكون رحلة التيروصورات تعمل بطريقة مماثلة، على الرغم من عدم بقاء أي من التيروصورات الحية للدراسة.
يختلف طيران الحشرات اختلافًا كبيرًا، نظرًا لصغر حجمها، وأجنحتها الصلبة، والاختلافات التشريحية الأخرى. يلعب الاضطراب والدوامات دورًا أكبر بكثير في رحلة الحشرات، مما يجعل دراستها أكثر تعقيدًا وصعوبة في الدراسة من هروب الفقاريات. هناك نوعان من النماذج الهوائية الأساسية لرحلة الحشرات. معظم الحشرات تستخدم الأسلوب الذي يخلق المتصاعد الرائدة حافة دوامة. تستخدم بعض الحشرات الصغيرة جدًا آلية القذف والتصفيق أو آلية توركل فايس فوغ حيث تصفق الأجنحة معًا فوق جسم الحشرة ثم تتباعد. عندما تنفتح، يتم امتصاص الهواء ويخلق دوامة فوق كل جناح. ثم تتحرك هذه الدوامة المقيدة عبر الجناح وتعمل في التصفيق كدوامة بداية للجناح الآخر. يتم زيادة الدورة الدموية والرفع، بسعر التآكل على الأجنحة.

## الحدود والمتطرفين

### تحلق وتحليق
أكبر. كان يُعتقد سابقًا أن أكبر حيوان طائر معروف هو تيرانودون، وهو تيروصور يبلغ طول جناحيه 7.5 متر (25 قدم) . ومع ذلك، فإن البتروصورات الأزداركية التي تم اكتشافها مؤخرًا كويتزالكوتلس أكبر بكثير، حيث تتراوح تقديرات جناحيها من 9 إلى 12 متر (30 إلى 39 قدم) . بعض أنواع التيروصورات الأزداركية الأخرى التي تم اكتشافها مؤخرًا، مثل هاتسغوبتريكس، قد يكون لها أيضًا أجنحة بحجم مماثل أو حتى أكبر قليلاً. على الرغم من أنه يُعتقد على نطاق واسع أنكويتزالكواتلس وصل إلى الحد الأقصى لحجم الحيوان الطائر، فقد قيل نفس الشيء ذات مرة عن بتيرانودون. أثقل الحيوانات التي تحلق على قيد الحياة هي الحبارى الكوري والحبارى الكبير والذكور يصل 21 كيلوغرام (46 رطل) . يمتلك طائر القطرس المتجول أكبر جناحيه من أي حيوان طائر على 3.63 متر (11.9 قدم) . من بين الحيوانات الحية التي تطير فوق اليابسة، فإن أكبر جناحيها في جبال الأنديز، ولقلق اللقلق 3.2 متر (10 قدم) . أظهرت الدراسات  أنه من الممكن جسديًا أن يصل ارتفاع الحيوانات الطائرة إلى 18 متر (59 قدم)، ولكن لا يوجد دليل قاطع على أن أي حيوان طائر، ولا حتى التيروصورات الأزداركية، حصل على هذا الحجم الكبير.

مقارنة بين كويتزالكواتلس نورثروبي وطائرة خفيفة من طراز سيسنا 172

- أصغر. لا يوجد حد أدنى لحجم الطيران. في الواقع، هناك العديد من البكتيريا التي تطفو في الغلاف الجوي والتي تشكل جزءًا من العوالق الهوائية.[23] ومع ذلك، فإن التحرك تحت قوة المرء وعدم التأثر بشكل مفرط بالرياح يتطلب قدرًا معينًا من الحجم. أصغر الفقاريات الطائرة هي طائر الطنان والنحلة الطنانة، وكلاهما قد يزن أقل من 2 غرام (0.071 أونصة) . يُعتقد أنها تمثل الحد الأدنى للحجم لرحلة امتصاص الحرارة.
- أسرع. الأسرع من بين جميع الحيوانات الطائرة المعروفة هو صقر الشاهين، الذي يسافر عند الغوص بسرعة 300 كيلومتر في الساعة (190 ميل/س) أو أسرع. قد يكون أسرع حيوان في رحلة أفقية خفقان هو الخفاش المكسيكي ذو الذيل الحر، الذي يقال إنه يصل إلى حوالي 160 كيلومتر في الساعة (99 ميل/س) استنادًا إلى السرعة الأرضية بواسطة جهاز تتبع الطائرات ؛ [24] لا يفصل هذا القياس أي مساهمة عن سرعة الرياح، لذلك يمكن أن تكون الملاحظات ناتجة عن الرياح الخلفية القوية.[25]
- أبطأ. تحتاج معظم الحيوانات الطائرة إلى السفر للأمام للبقاء عالياً. ومع ذلك، يمكن لبعض الكائنات البقاء في نفس المكان، المعروف باسم تحوم، إما عن طريق رفرفة الأجنحة بسرعة، مثل الطيور الطنانة، والحوامات، واليعسوب، وغيرها، أو باستخدام الحرارة بعناية، كما تفعل بعض الطيور الجارحة. أبطأ طائر غير محلق تم تسجيله هو طائر الخشب الأمريكي، بسرعة 8 كيلومتر في الساعة (5.0 ميل/س) .[26]
- أعلى مستوى طيران. هناك سجلات ل نسر أبقع ونسر، للانجرار يغش رويببيلي، نسر كبير في محرك طائرة 11,550 متر (37,890 قدم) فوق ساحل العاج في غرب إفريقيا.[27] الحيوان الذي يطير بأعلى معدلات انتظامه هو الأوزة ذات الرأس العارضة أنسر إنديكس، والتي تهاجر مباشرة فوق جبال الهيمالايا بين مناطق تعشيشها في التبت ومقرها الشتوي في الهند. يُرى أحيانًا وهم يحلقون فوق قمة جبل إيفرست على 8,848 متر (29,029 قدم) .[28]

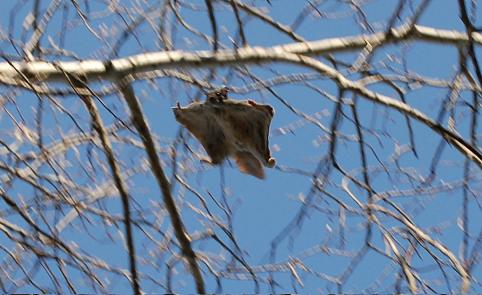
السنجاب الطائر المحمول جوا.

### التزحلق والقفز بالمظلات
- أكثر الطائرات الشراعية كفاءة. يمكن اعتبار هذا الحيوان الذي يتحرك معظم المسافة الأفقية لكل متر يسقط. من المعروف أن السناجب الطائرة 200 متر (660 قدم)، ولكن تم قياس نسبة انحدار بحوالي 2. لوحظ أن الأسماك الطائرة تنزلق لمئات الأمتار على المسودات على حافة الأمواج بقفزة أولية فقط من الماء لتوفير الارتفاع، ولكنها قد تحصل على قوة رفع إضافية من حركة الأمواج. من ناحية أخرى، قامت طيور القطرس بقياس نسب الرفع والسحب البالغة 20، [29] وبالتالي تسقط مترًا واحدًا فقط لكل 20 في الهواء الساكن.
- أكثر الطائرات الشراعية قدرة على المناورة. تمتلك العديد من الحيوانات الشراعية بعض القدرة على الالتفاف، ولكن من الصعب تقييم أيها أكثر قدرة على المناورة. حتى ثعابين شجرة الجنة  [لغات أخرى]‏، والضفادع الشراعية الصينية، والنمل الانزلاقي لوحظ أنها تتمتع بقدرة كبيرة على الدوران في الهواء.[30][31][32]

## الحيوانات الطائرة

### موجودة

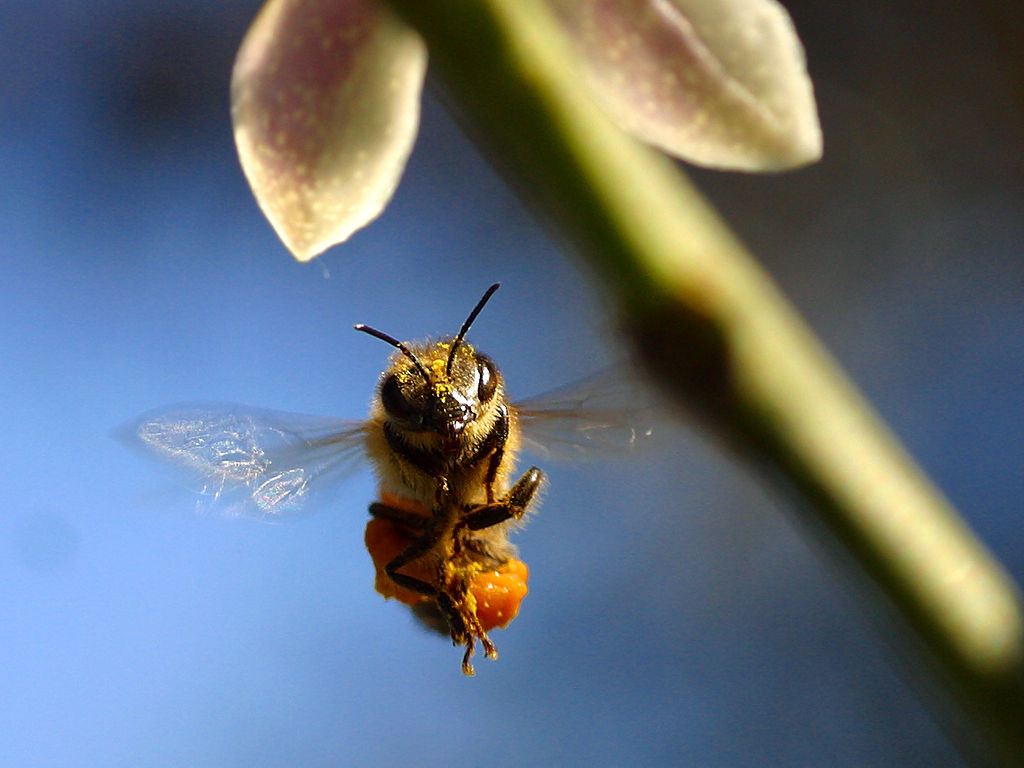
نحلة في رحلة.

#### حشرات
جناحيات: أول الحيوانات التي تطور طيرانًا، وهي أيضًا اللافقاريات الوحيدة التي طورت الطيران. الأنواع كثيرة جدًا بحيث لا يمكن إدراجها هنا. طيران الحشرات هو مجال بحث نشط.

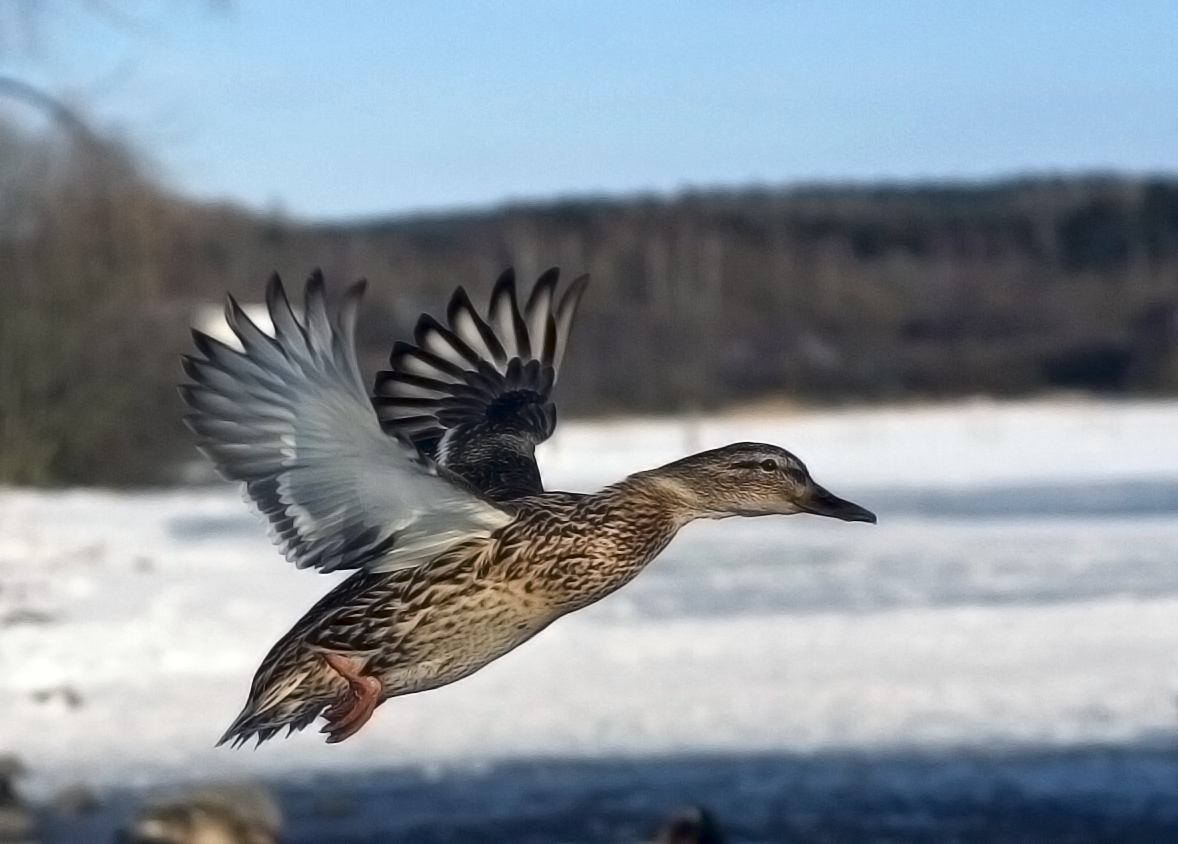
الطيور هي مجموعة ناجحة من الفقاريات الطائرة.

#### طيور
الطيور (تحلق، تحلق) - معظم الأنواع الحية التي يبلغ عددها حوالي 10000 نوع يمكنها الطيران (الطيور التي لا تطير هي الاستثناء). رحلة الطيور هي واحدة من أكثر أشكال الحركة الجوية التي تمت دراستها في الحيوانات. انظر قائمة الطيور المحلقة للطيور التي يمكنها التحليق وكذلك الطيران.

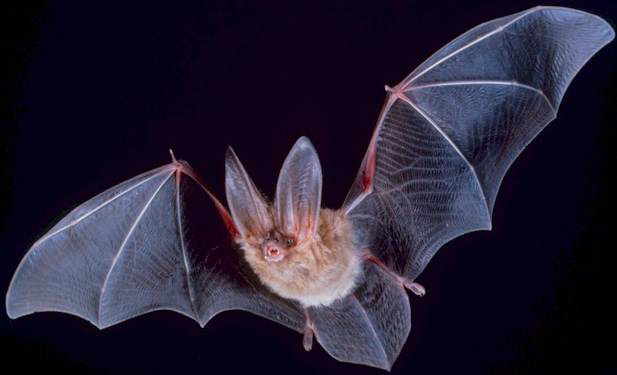
الخفاش ذو الأذن الكبيرة من تاونسندس (كورينرينوس تاونندي) يعرض «الجناح اليدوي»

#### ثديات
الخفافيش. يوجد ما يقرب من 1240 نوعًا من الخفافيش، تمثل حوالي 20٪ من جميع أنواع الثدييات المصنفة. معظم الخفافيش ليلية ويتغذى الكثير منها على الحشرات أثناء الطيران ليلًا، باستخدام تحديد الموقع بالصدى إلى المنزل على فرائسها.

#### منقرضة

ضمت التيروصورات أكبر الحيوانات الطائرة المعروفة

##### زواحف
التيروصورات. كانت التيروصورات هي أول الفقاريات الطائرة، ومن المتفق عليه عمومًا أنها كانت طيارين متطورين. كان لديهم أجنحة كبيرة تتكون من باتاغيوم يمتد من الجذع إلى إصبع رابع مطول بشكل كبير. كان هناك المئات من الأنواع، يعتقد أن معظمها كان عبارة عن زعانف متقطعة، والعديد منها يرتفع. أكبر الحيوانات الطائرة المعروفة هي التيروصورات.

##### الديناصورات غير الطيور
وحشيات الأرجل (مزلقة وطائرة). كان هناك العديد من أنواع الديناصورات ذوات الأقدام التي يُعتقد أنها قادرة على الانزلاق أو الطيران، والتي لا تُصنف كطيور (على الرغم من ارتباطها الوثيق). تم العثور على بعض الأنواع (ميكرورابتور و تشانغيورابتور) التي كانت مغطاة بالريش بالكامل على الأطراف الأربعة، مما يمنحها أربعة `` أجنحة '' يُعتقد أنها استخدمتها في الطيران أو الطيران. تشير دراسة حديثة إلى أن الطيران ربما تم الحصول عليه بشكل مستقل في سلالات مختلفة مختلفة  الرغم من أنه قد يكون تطور فقط في ذوات الأقدام من طيريات الأجنحة.

## انزلاق الحيوانات

### موجودة

#### حشرات
- انزلاق الشعيرات. تم العثور على هبوط انزلاقي جوي موجه في بعض أنواع الأشجار الشجرية الاستوائية، وهي أصناف شقيقة عديمة الأجنحة للحشرات المجنحة. الشعيرة الذيلية المتوسطة ذات الذيل الخشنة مهمة لنسبة الانزلاق والتحكم في الانزلاق [35]
- مزلق النمل. اكتسب العمال الذين لا يطيرون في هذه الحشرات، بشكل ثانوي، بعض القدرة على التحرك في الهواء. تطورت بشكل مستقل تتجسد في عدد من أنواع النمل شجري من المجموعات سيفالوتيني، نملاوات الثور الزائفة، ونملاوات (ومعظمهم من نمل حفار). لا تنزلق جميع دوليكوديرين الشجرية وغير- نملاوات ثنائية الخصر باستثناء داستون أرميغيروم يعيش النمل المنزلق في مظلة الغابات المطيرة مثل العديد من الطائرات الشراعية الأخرى، ويستخدمه في الانزلاق للعودة إلى جذع الشجرة التي يعيش عليها في حالة سقوطه أو سقوطه من أحد الفروع. تم اكتشاف الانزلاق لأول مرة في سيفالوتس أتريس في الغابات المطيرة في بيرو. يمكن لـ سيفالوتس أتريس أن تقوم بدوران 180 درجة، وتحدد موقع الجذع باستخدام إشارات بصرية، وتنجح في الهبوط بنسبة 80٪ من الوقت.[36] ينزلق النمل سيفالوتيني والزائفة الكاذبة، الفريد من نوعه بين الحيوانات الشراعية، على البطن أولاً، ومع ذلك ينزلق فورمينيكاي بطريقة الرأس الأكثر تقليدية أولاً.[37]
- انزلاق الحشرات غير الناضجة. قد تُظهر أيضًا المراحل غير الناضجة غير الأجنحة لبعض أنواع الحشرات التي لها أجنحة عند البالغين القدرة على الانزلاق. وتشمل هذه الأنواع بعض أنواع الصراصير، والمانتيد، والكاتيديد، والحشرات العصوية، والبق الحقيقي.

##### عناكب
- العناكب المتضخمة (القفز بالمظلات). يسافر صغار بعض أنواع العناكب في الهواء باستخدام خطوط السحب الحريرية للقبض على الريح، كما قد تفعل بعض الأنواع الأصغر من العنكبوت البالغ، مثل عائلة العنكبوت المال. يُعرف هذا السلوك عمومًا باسم «الانتفاخ». تشكل العناكب البالونية جزءًا من العوالق الهوائية.
- انزلاق العناكب. يمكن لبعض أنواع العنكبوت الشجرية من جنس سيلينوبس أن تعود إلى جذع الشجرة إذا سقطت.

##### رخويات
الحبار الطائر. سوف تقفز العديد من الحبار المحيطية من عائلة أومماستريفيد، مثل الحبار الطائر في المحيط الهادئ، من الماء للهروب من الحيوانات المفترسة، وهو تكيف مشابه لتكيف الأسماك الطائرة. سوف تطير الحبار الصغيرة في المياه الضحلة، وقد لوحظ أنها تغطي مسافات تصل إلى 50 متر (160 قدم) . لا تنتج الزعانف الصغيرة باتجاه الجزء الخلفي من الوشاح قدرًا كبيرًا من الرفع، ولكنها تساعد في استقرار حركة الطيران. يخرجون من الماء عن طريق طرد الماء من قمعهم، وبالفعل لوحظ أن بعض الحبار يواصل نفث الماء أثناء نقله في الهواء لتوفير الدفع حتى بعد مغادرة الماء. قد يجعل هذا الحبار الطائر الحيوانات الوحيدة التي تستخدم الحركة الجوية بالدفع النفاث. لوحظ أن الحبار النيون الطائر ينزلق لمسافات تزيد عن 30 متر (100 قدم)، بسرعات تصل إلى 11.2 متر في الثانية (37 قدم/ث) .

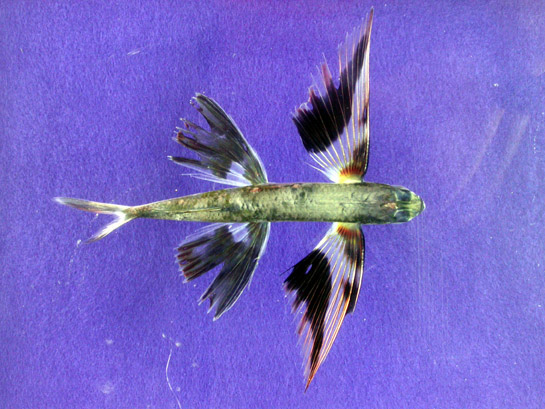
سمكة طائرة ذات أجنحة، وذات زعانف صدرية متضخمة

##### سمك
- السمك الطائر. هناك أكثر من 50 نوعًا من الأسماك الطائرة تنتمي إلى عائلة سمك طائر. هم في الغالب أسماك بحرية صغيرة إلى متوسطة الحجم. يمكن أن يصل طول أكبر سمكة طائرة إلى 45 سنتيمتر (18 بوصة) ولكن معظم الأنواع تقيس أقل من 30 سنتيمتر (12 بوصة) في الطول. يمكن تقسيمها إلى أصناف ذات أجنحة وأربعة أنواع. قبل أن تغادر الأسماك الماء، تزيد سرعتها إلى حوالي 30 طولًا للجسم في الثانية، وعندما تكسر السطح وتتحرر من سحب الماء، يمكن أن تسافر بسرعة 60 كيلومتر في الساعة (37 ميل/س) .[41] عادة ما يصل الانزلاق إلى 30–50 متر (100–160 قدم)، ولكن لوحظ أن بعضها يرتفع لمئات الأمتار باستخدام التيار الصاعد على الحواف الأمامية للموجات. يمكن للأسماك أيضًا القيام بسلسلة من الانزلاقات، في كل مرة تغمس الذيل في الماء لإنتاج قوة دفع للأمام. كانت أطول سلسلة انزلاقات مسجلة، مع قيام السمكة بشكل دوري فقط بغمس ذيلها في الماء، لمدة 45 ثانية (فيديو هنا [42]). لقد تم اقتراح أن جنس إكسوكويتوس يقع على الحدود التطورية بين الطيران والطيران. إنها ترفرف بزعانفها الصدرية المتضخمة عندما تكون محمولة في الهواء، ولكن يبدو أنها تنزلق فقط، حيث لا يوجد أي تلميح لضربة قوية.[43] لقد وجد أن بعض الأسماك الطائرة يمكن أن تنزلق بشكل فعال مثل بعض الطيور الطائرة.[44]
- هاف بيكس. مجموعة مرتبطة بـ إكسوسيديدي، نوع واحد أو نوعين من أنواع الهيميرهامفيد يمتلكان زعانف صدرية متضخمة ويظهران طيرانًا حقيقيًا وليس قفزات بسيطة. أفاد مارشال (1965) أن أوبتورهامفوس يمكن أن تغطي 50 متر (160 قدم) في قفزتين منفصلتين.[45]
- سمكة الفراشة في المياه العذبة (ربما تكون مزلقة). يمتلك بانتودون بوخولزي القدرة على القفز وربما الانزلاق لمسافة قصيرة. يمكن أن يتحرك في الهواء عدة مرات طول جسمه. أثناء القيام بذلك، ترفرف السمكة بزعانفها الصدرية الكبيرة، مما يعطيها اسمها الشائع.[46] ومع ذلك، هناك جدل حول ما إذا كانت أسماك فراشة المياه العذبة يمكن أن تنزلق حقًا، سعيدل بعام (2004) طعن بأنه لا يمكنه ذلك.

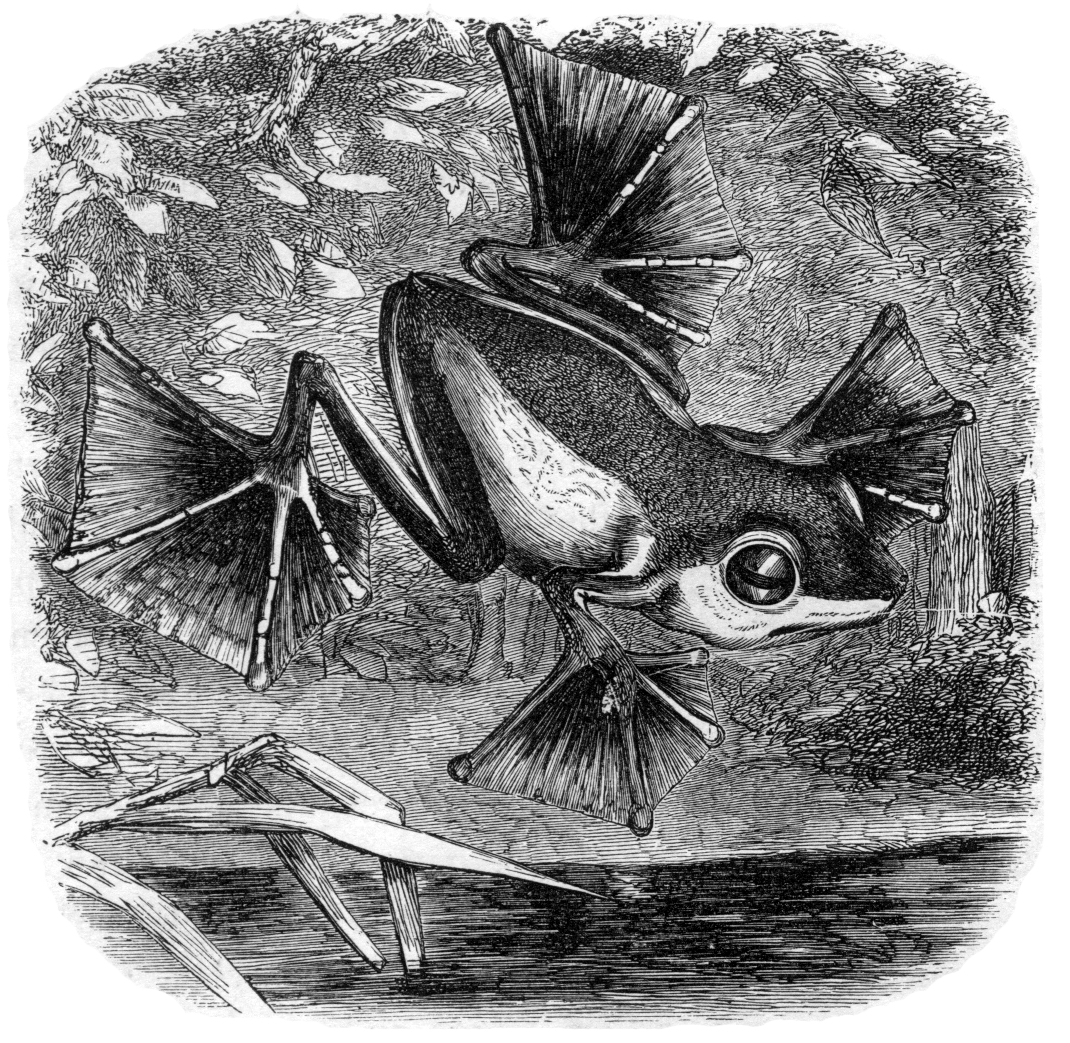
رسم توضيحي لضفدع والاس الطائر في كتاب ألفريد راسل والاس 1869 الأرخبيل الملايو

##### برمائيات
تطور التزلق بشكل مستقل في عائلتين من ضفادع الأشجار، العالم القديم حاملات الجعد والعالم الجديد هيلدي. يوجد داخل كل سلالة مجموعة من قدرات الانزلاق من عدم الانزلاق إلى القفز بالمظلات إلى الانزلاق الكامل.
- حاملات الجعد الضفادع الطائرة. يمتلك عدد من حاملات الجعد، مثل ضفدع والاس الطائر (Rhacophorus nigropalmatus)، تكيفات مع الانزلاق، والميزة الرئيسية هي تضخم أغشية أصابع القدم. على سبيل المثال، ينزلق الضفدع الطائر الملاوي راكوفوروس برومينانوس باستخدام الأغشية بين أصابع قدمه والأغشية الصغيرة الموجودة في الكعب وقاعدة الساق والساعد. بعض الضفادع هي الطائرات الشراعية بارع جدا، على سبيل المثال، الصينية تحلق الضفدع راكوفوروس دينيزي يمكن المناورة في الجو، مما يجعل نوعين من منعطف، إما المتداول في المقابل (أ بدوره راهن) أو إنحراف في المقابل (أ بدوره صعب الإرضاء).[47][48]
- شرغوفيات الضفادع الطائرة. عائلة الضفادع الأخرى التي تحتوي على طائرات شراعية.[49]

##### الزواحف
العديد من السحالي والثعابين قادرة على الانزلاق:
- سحالي دراكو . هناك 28 نوعًا من السحالي من جنس دراكو، توجد في سريلانكا والهند وجنوب شرق آسيا. إنهم يعيشون في الأشجار، ويتغذون على نمل الأشجار، لكنهم يعششون في أرض الغابة. يمكنهم الانزلاق حتى 60 متر (200 قدم) وعلى هذه المسافة يفقدون 10 متر (30 قدم) في الارتفاع.[41] بشكل غير عادي، يتم دعم الباتاجيوم (الغشاء الانزلاقي) على ضلوع ممدودة بدلاً من الوضع الأكثر شيوعًا بين الفقاريات المزلقة المتمثلة في وجود باتاجيوم متصل بالأطراف. عند التمدد، تشكل الأضلاع نصف دائرة على جانبي جسم السحلية ويمكن ثنيها على الجسم مثل مروحة قابلة للطي.
- انزلاق لاسيرتدز  [لغات أخرى]‏. هناك نوعان من سحالي حقيقية منزلقة، من جنس هولاسبس، وجدت في أفريقيا. لديهم أطراف أصابع وذيل جانبي ويمكنهم تسطيح أجسامهم من أجل الانزلاق أو القفز بالمظلات.[50]
- مزلق دراكو السحليةملف:Ptychozoon kuhli underside cropped.JPGالجانب السفلي من أبو بريص كوهل الطائر . لاحظ التكيفات الانسيابية: زوائد جلدية على الساقين، والقدمين، وجوانب الجسم، وعلى جانبي الرأس.الأبراص الطائر  [لغات أخرى]‏ بايتشوزن. هناك ستة أنواع من أبو بريص، من جنس بايتشوزن، من جنوب شرق آسيا. تحتوي هذه السحالي على شرائح صغيرة من الجلد على طول أطرافها وجذعها وذيلها ورأسها تلتقط الهواء وتمكنها من الانزلاق.[51]

مزلق دراكو السحلية

الجانب السفلي من أبو بريص كوهل الطائر. لاحظ التكيفات الانسيابية: زوائد جلدية على الساقين، والقدمين، وجوانب الجسم، وعلى جانبي الرأس.

- لوبيرسوروس الأبراص الطائر  [لغات أخرى]‏. تصنيف أخت محتمل لـ بايتشوزن والذي له طيات وطيات مماثلة وانزلاقات أيضًا.[51]
- ثيكاداكتيلوس الأبراص الطائر. من المعروف أن بعض أنواع ثيكاداكتيلوس، مثل رابيكاودا، تنساب. [51]
- نصفي الأصابع أبو بريص الطائر. تم العثور على تكيفات مماثلة مع بايتشوزن في نوعي جنس الوزغة نصفي الأصابع.
- ثعابين الكريسوبليا. خمسة أنواع من الثعابين من جنوب شرق آسيا وميلانيزيا والهند. ثعبان شجرة الفردوس في جنوب تايلاند وماليزيا وبورنيو والفلبين وسولاويزي هو الطائرة الشراعية الأكثر قدرة من بين تلك الثعابين التي تمت دراستها. ينزلق عن طريق شد جسمه جانبياً وفتح أضلاعه بحيث تكون البطن مقعرة، ومن خلال القيام بحركات انزلاقية جانبية. يمكن أن تنزلق بشكل ملحوظ حتى 100 متر (330 قدم) وعمل 90 درجة.

#### الثدييات
الخفافيش هي الثدييات الوحيدة التي تطير بحرية. يمكن لبعض الثدييات الأخرى الانزلاق أو القفز بالمظلة ؛ أشهرها السناجب الطائرة والليمور الطائر.
- السناجب الطائرة (فصيلة سنجاب طائر). هناك أكثر من 40 نوعًا حيًا مقسمة بين 14 جنساً من السنجاب الطائر. توجد السناجب الطائرة في آسيا (معظم الأنواع) وأمريكا الشمالية (جنس جلوكوميز) وأوروبا (السنجاب الطائر السيبيري). يسكنون البيئات الاستوائية والمعتدلة وشبه القطبية الشمالية، حيث تفضل جلوكوميز الغابات الصنوبرية الشمالية [53] تهبط تحديدًا على أشجار التنوب الأحمر (Picea rubens) كمواقع هبوط ؛ من المعروف أنها تتسلق الأشجار بسرعة، ولكنها تستغرق بعض الوقت لتحديد موقع جيد للهبوط.[54] تميل إلى أن تكون ليلية وحساسة للغاية للضوء والضوضاء.[53] عندما يرغب السنجاب الطائر في العبور إلى شجرة أبعد من المسافة الممكنة عن طريق القفز، فإنه يمد نتوء الغضروف على كوعه أو معصمه. هذا يفتح لسان الجلد الفروي (باتاجيوم) الذي يمتد من الرسغ إلى الكاحل. ينزلق نسرًا منتشرًا وذيله منتفخًا مثل المظلة، ويمسك الشجرة بمخالبها عندما تهبط. تم الإبلاغ عن انزلاق السناجب الطائرة 200 متر (660 قدم) .
- التشوهات أو السناجب الطائرة متقشرة الذيل (عائلة شذيلية). هذه القوارض الأفريقية ذات الألوان الزاهية ليست من السناجب ولكنها تطورت لتشبه السناجب الطائرة من خلال التطور المتقارب. هناك سبعة أنواع، مقسمة إلى ثلاثة أجناس. جميع الأنواع باستثناء واحدة لها أغشية منزلقة بين أرجلها الأمامية والخلفية. يحتوي جنس إيديوروس على نوعين صغيرين بشكل خاص يُعرفان باسم الفئران الطائرة، لكنهما بالمثل ليسا فئرانًا حقيقية.
- أدميات الأجنحة أو «الليمور الطائر» (طلب أدميات الأجنحة). هناك نوعان من كولوجو. على الرغم من الاسم الشائع، فإن colugos ليست ليمور؛ الليمور الحقيقي من الرئيسيات. تشير الدلائل الجزيئية إلى أن الكولوجوس هي مجموعة شقيقة للرئيسيات. ومع ذلك، يشير بعض علماء الثدييات إلى أنهم مجموعة شقيقة للخفافيش. وجدت في جنوب شرق آسيا، من المحتمل أن يكون حيوان الكولوجو هو الثدييات الأكثر تكيفًا مع الطيران الشراعي، مع باتاجيوم كبير بقدر الإمكان هندسيًا. يمكنهم الانزلاق حتى 70 متر (230 قدم) مع الحد الأدنى من فقدان الارتفاع. لديهم البروباتاجيوم الأكثر تطورًا من أي حيوان ثديي منزلق بمتوسط سرعة إطلاق تقارب 3.7 آنسة؛ [55] من المعروف أن حيوان المايا كولوغو يبدأ في الانزلاق دون القفز.[13]
- سيفاكا، وهو نوع من الليمور، وربما بعض الرئيسيات الأخرى (من الممكن أن يكون الانزلاق المحدود أو القفز بالمظلات). تم اقتراح أن عددًا من الرئيسيات لديها تكيفات تسمح بانزلاق محدود أو القفز بالمظلات: سيفكاس واندريس وجلاجوس وقرود الساكي. والجدير بالذكر أن السيفاكا، وهو نوع من الليمور، له شعر كثيف على ساعديه يقال إنه يوفر مقاومة، وغشاء صغير تحت ذراعيه تم اقتراحه لتوفير الرفع من خلال امتلاك خصائص إيروفويل.[56][57]
- الكتائب الطائرة أو الطائرات الشراعية ذات الأجنحة المعصمية (الفصيلة الفرعية بيتورينا). تم العثور على بوسومس [58][59][60][61][62][63][64][65][66] في أستراليا وغينيا الجديدة. الأغشية الانزلاقية بالكاد يمكن ملاحظتها حتى تقفز. عند القفز، يمتد الحيوان جميع أرجله الأربعة ويمد ثنايا الجلد الرخوة. تحتوي الفصيلة الفرعية على سبعة أنواع. من بين الأنواع الستة في جنس بتروس، تعد طائرة السكر الشراعية وطائرة بياك الشراعية أكثر الأنواع شيوعًا. الأنواع الوحيدة في جنس جيمنوبليديوس، تمتلك ليدبيتر غشاء منزلق أثري فقط.
- طائرة شراعية أكبر (أحجام بيتورويدس). النوع الوحيد من جنس بيتورويدس من عائلة سودوتشوردي. تم العثور على هذا الجرابي في أستراليا، وقد تم تصنيفه في الأصل مع الكتائب الطائرة، ولكن يتم التعرف عليه الآن على أنه منفصل. يمتد غشاءه الطائر فقط إلى المرفق، وليس إلى الرسغ كما هو الحال في بيتورينا.[67] لها أطراف مستطيلة مقارنة بأقاربها غير المزلقين.[13]
- بوسوم ريش الذيل (عائلة أكروباتيداي). تحتوي هذه الفصيلة من الجرابيات على جنسين، لكل منهما نوع واحد. وطائرة شراعية الريشية (Acrobates pygmaeus)، وجدت في أستراليا هو حجم فأر صغير جدا وهي أصغر طائرة شراعية الثدييات. تم العثور على أبوسوم الريش (Distoechurus pennatus) في غينيا الجديدة، لكنه لا ينزلق. كلا النوعين لهما ذيل شديد الشعر يشبه الريش.

### منقرضة

#### الزواحف

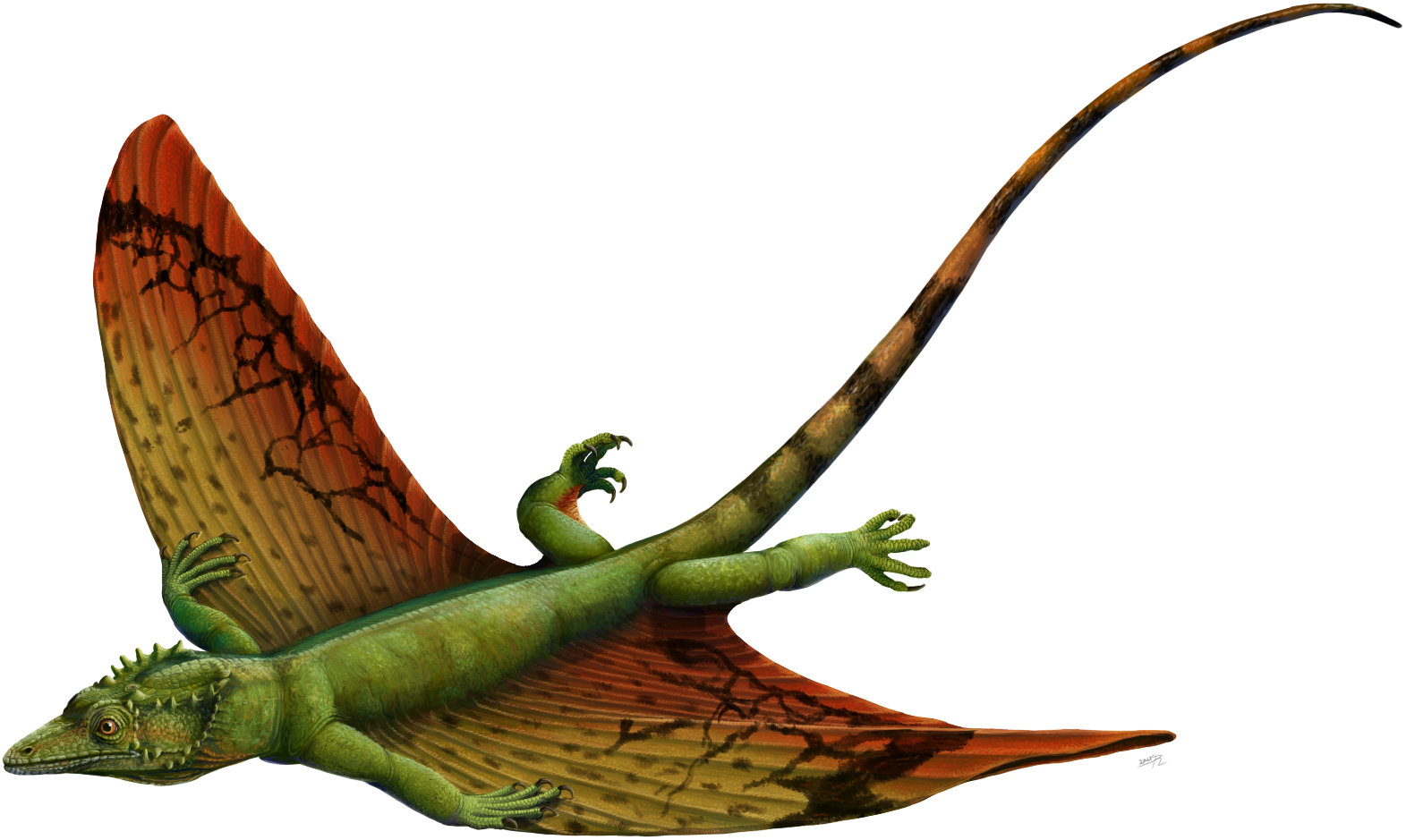
استعادة الحياة لـ Weigeltisaurid Weigeltisaurus jaekeli من أواخر العصر البرمي (259-252 مليون سنة). تمثل Weigeltisaurids أقدم الفقاريات الانزلاقية المعروفة

- الزواحف المنقرضة تشبه دراكو . هناك عدد من الزواحف غير المنقرضة التي تشبه السحالي ولها «أجنحة» مشابهة لسحالي دراكو . وتشمل هذه الكائنات عظايا ويغلت في العصر البرمي المتأخر، [68] والسحلية الطباشيري شيانغ لونغ، أكبرها، عظاءة كون، يبلغ طول جناحيها 30 سنتيمتر (12 بوصة)، ويقدر أنه قادر على الانزلاق حوالي 30 متر (98 قدم) .
- مجنحات شاروف، كان لهذه الزواحف الغريبة من أعالي الترياسي في قيرغيزستان وبولندا غشاء على أطرافها الخلفية الممدودة، مما أدى إلى تمديد باتاغيا الطبيعية التي تشبه السنجاب الطائر بشكل ملحوظ. على النقيض من ذلك، فإن الأطراف الأمامية أصغر بكثير.[69]
- هايبيورنكتور، يعرض هذا الدريبانوصور الغريب أبعادًا من أطرافه، وخاصة الأطراف الأمامية الممدودة، والتي تتوافق مع حيوان طائر أو مزلق مع باتاغيا.[70]

#### الديناصورات غير الطيور

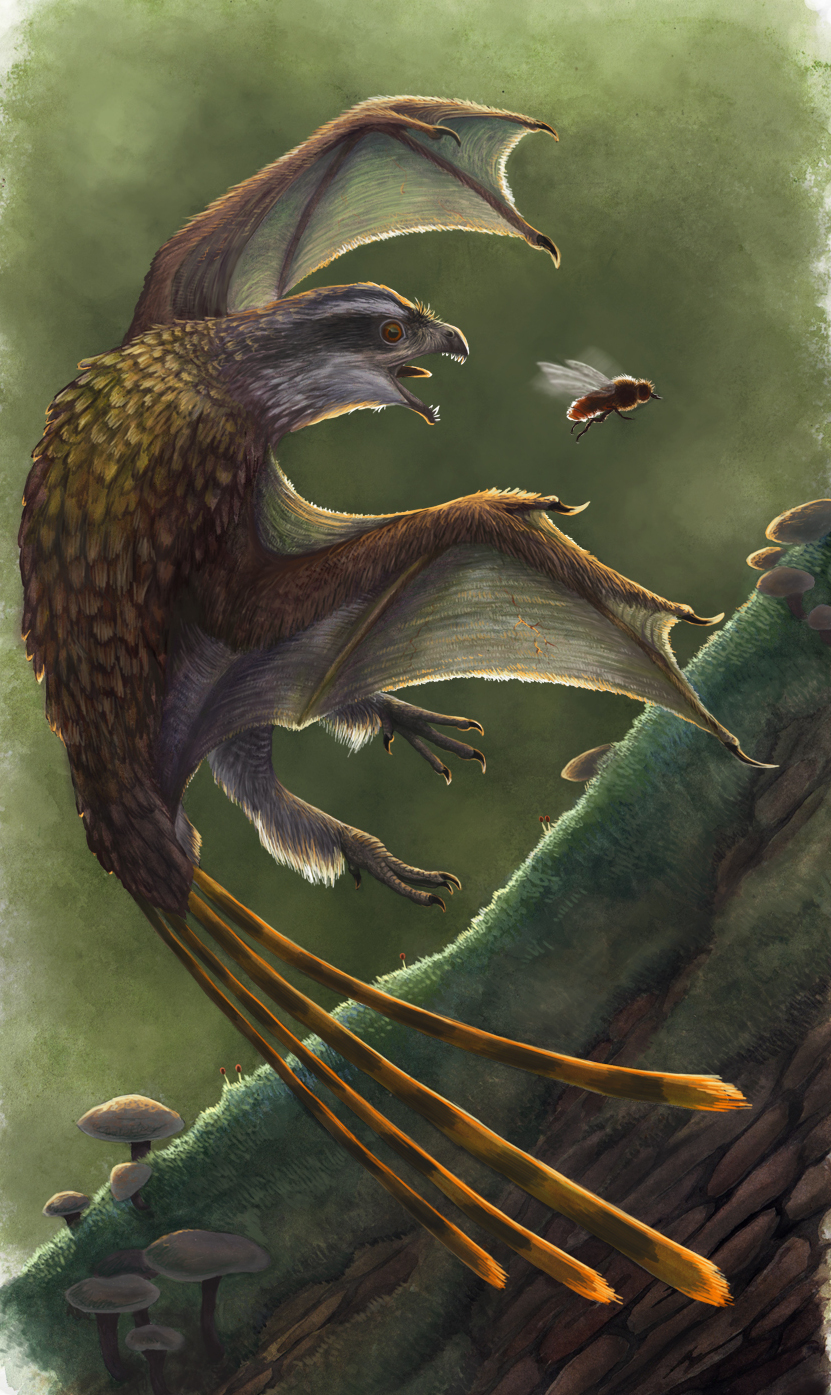
استعادة حياة يي تشي ديناصور مسحور ضوئي من العصر الجوراسي الأوسط في الصين.

تعتبر مجنحات متسلقة فريدة من نوعها بين الديناصورات لتطوير الأجنحة الغشائية، على عكس الجنيحات المصقولة بالريش من ذوات الأقدام الأخرى. مثل الكثير من الحالات الشاذة الحديثة، فقد طورت قضيبًا عظميًا للمساعدة في دعم الجناح، وإن كان على الرسغ وليس الكوع.

#### سمك
ثوراكوبترودي هو سلالة من الأسماك الطائرة الترياسية التي تشبه بيرليديفورمز، حيث قامت بتحويل زعانفها الصدرية والحوضية إلى أجنحة عريضة تشبه إلى حد بعيد أجنحة نظيراتها الحديثة. واللاديني جنس بوتانيشثيس هو أقدم عضو في هذا كليد، مما يشير إلى أن هذه الأسماك بدأت استكشاف المنافذ الجوية بعد وقت قصير من حدث انقراض العصر البرمي الترياسي.

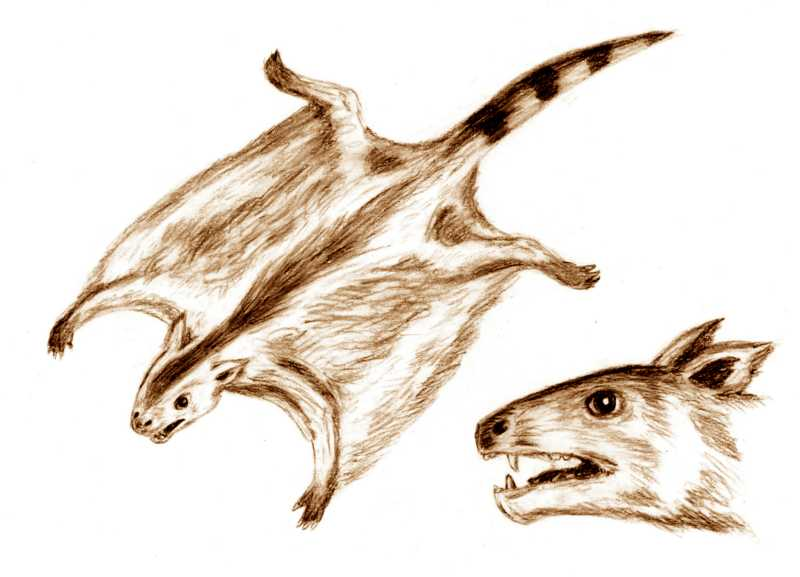
سبقت فولاتيكوثريدس الخفافيش كملاحين طيران للثدييات بما لا يقل عن 110 مليون سنة

#### الثدييات
- أنتيكوتيريوم، والذي يعتبر منذ فترة طويلة أقدم حيوان ثديي مزلقة حتى اكتشاف الحراميون الانزلاقي المعاصر. عاش منذ حوالي 164 مليون سنة واستخدم غشاء جلدي مغطى بالفراء لينزلق في الهواء.[71] يُعتقد أيضًا أن الأرجنتوكونودون المرتبط ارتباطًا وثيقًا كان قادرًا على الانزلاق، بناءً على أوجه التشابه ما بعد الجمجمة ؛ عاشت منذ حوالي 165 مليون سنة، خلال العصر الجوراسي الأوسط المتأخر لما يُعرف الآن بالصين [72]
- كان لدى الهاراميدان فيليفولودون وشيانشو ومايوباتاجيوم وأربوروهاراميا المعروفين من العصر الجوراسي الأوسط المتأخر في الصين باتاجيا واسعة النطاق، متقاربة للغاية مع تلك الموجودة في كولوجوس.[73]
- من المعروف أن الميتاثيران الانزلاقي (ربما جرابي) من العصر الباليوسيني في إيتابوراي، البرازيل.[74]
- من القوارض المنزلقة التي تنتمي إلى عائلة قارضات فجرية المنقرضة، تُعرف القارضات الفجرية من أواخر العصر الأوليغوسيني في ألمانيا.[75]

## الأنواع بشكل عام

### الحشرات
تضم الحشرات صنف يسمى الجناحيات وهو يشمل معظم الحشرات. ومن اسمها فالجناحيات حشرات مجنحة وتكون قادرة في الغالب على الطيران. أسلاف بعض الحشرات الغير طائرة كانت مجنحة أيضاً. تتميز بعض الحشرات بوجود أزواج متعددة من الأجنحة (أكثر من جناحين). وبالطبع ليست كل الحشرات طائرة فبعضها كالنمل مثلاً غير طائر إلا أن بعض أنواع النمل تكون طائرة. ومن أمثلة الحشرات الطائرة:
- النحل.
- الدبابير.
- الخنافس.
- البعوض.
- اليعاسيب.
- الفراشات.

ولكل منها خصائصه وأصنافه المتعددة.

### الطيور
سميت الطيور طيوراً لقدرتها على الطيران بالطبع ومع ذلك فليست كل الطيور طائرة. الدجاج والإوز هي من الطيور ولكنها ليست طائرة. الصفات العامة التي تشترك فيها الطيور هي وجود الأجنحة والريش والعظام الجوفاء. العظام الجوفاء خصوصاً لدى القادر على الطيران من الطيور تساهم في التخفيف من الكثافة وسهولة طفو جسم الطائر في الهواء، فلو كانت عظاماً مصمتة لتعسر الطيران على الطائر.
من أمثلة الطيور القادرة على الطيران:
- النسور.
- الصقور.
- النوارس.
- الشاهين.
- البوم.
- الحمام.

### الثديات
الثديات الطائرة الوحيدة هي الخفافيش ومع ذلك فإن الخفاشيات تمثل عدد مهم من الثدييات، وهي منتشرة في معظم العالم. الخفافيش ليست عمياء كما يعتقد الكثيرون ولكنها تعتمد على السمع بشكل أكبر وتستخدم تقنية الصدى في اكتشاف الموقع والرؤية أكثر من بصرها.
بعض الحيوانات كالسنجاب الطائر يسمى بالطائر ليس لأنه قادر على الطيران كما هو الحال في الطيور والحشرات والوطاويط ولكن السناجب الطائرة تحلق من شجرة إلى أخرى باستخدام التراكيب بسطاية الشكل اعتماداً على توسيع مساحة السطح. بالتالي يحمل الهواء السنجاب الطائر بين الأشجار.

## روابط خارجية
- حركة المظلة من مونجاباي على الإنترنت.
- تعلم أسرار الطيران من معرض طيران الفقاريات في متحف جامعة كاليفورنيا لعلم الحفريات (UCMP).
- حياة المظلة.
- طيران الحشرات، صور الحشرات الطائرة - رولف ناجيلز.
- خريطة الحياة - «الانزلاق على الثدييات» نسخة محفوظة 15 سبتمبر 2015 على موقع واي باك مشين. - جامعة كامبريدج.